# Eulina Rabelo
Maria Eulina Rabelo de Sousa, mais conhecida como Eulina Rabelo (Turiaçu, 21 de abril de 1964), é uma professora e política brasileira. Foi deputada estadual pelo Estado do Pará entre 2003 e 2006.
Residindo em Viseu, Pará, junto com a então prefeita do município, Astrid Maria Cunha e Silva, teve sua candidatura à prefeita em 2004 cassada pela justiça eleitoral sob o argumento de que, mantendo uma relação homoafetiva com a prefeita que já havia sido reeleita, ela seria inelegível de acordo com o §7º do artigo 14 da Constituição Federal de 1988, pois o relacionamento homoafetivo deve ter, no direito eleitoral, tratamento similar à união estável, o concubinato e o casamento.

## Carreira política
Já tendo militado na política com Astrid por três anos, Eulina mudou-se para Viseu para trabalhar na campanha de Astrid para a prefeitura, onde chegou a morar com um de seus dois filhos. Foi também eleita deputada estadual em 2002 com 15.595 votos. Em 2004, durante sua campanha à prefeitura, a relação homoafetiva entre as duas era notória, sendo matéria nos jornais locais e até usado até em tema de redação na escola de seu filho mais novo. Sendo um dos municípios mais violentos na campanha eleitoral no Pará naquele ano, no último mês de campanha contou com proteção policial. Sofreu insultos homofóbicos durante a campanha, gerando brigas na cidade a respeito do tema.
Opositores entraram com impugnação de sua candidatura, alegando que como a prefeita em exercício estava em seu segundo mandato e tinha um relacionamento homoafetivo com Eulina, esta seria inelegível. A defesa de Eulina alegou que era uma simples amizade, justificando ainda que a candidata fora casada por muitos anos e tinha dois filhos, mas o Tribunal Regional do Pará reconheceu, devido a todo o conjunto de provas apresentadas, que elas tinham um relacionamento homoafetivo. O Tribunal Regional, contudo, entendeu que tal relacionamento não seria equiparável à união estável, não havendo vedação à candidatura de Eulina. Os autores recorreram ao Tribunal Superior Eleitoral que decidiu que o relacionamento deveria sim ter tratamento semelhante à união estável ou concubinato, considerando a candidata inelegível.
Eulina ingressou com 18 ações pedindo indenização por danos morais contra os autores e as dez testemunhas que falaram sobre sua intimidade no processo eleitoral. Os direitos dos homossexuais nunca haviam sido uma luta sua. Em entrevista à Revista Veja, na edição datada de 3 de novembro de 2004, contudo, reconheceu o relacionamento, declarando que achava que era bissexual, considerando o termo lésbica "meio pejorativo".
Declarou ainda que o ocorreu foi uma inquisição moderna:
| “ | Eu me senti abandonada pelas leis do meu país. A Constituição não reconhece união estável entre homossexuais quando o assunto são seus direitos, mas de repente reconhece para os deveres. | ” |

Decidiu não concorrer à reeleição para deputada estadual em 2006. Em 2009, assumiu o cargo de Secretária da Educação do Município de Bragança, Pará.